# Innan jag kände dig
Innan jag kände dig är Melissa Horns tredje studioalbum. Det släpptes den 14 september 2011 och den första singeln var Innan jag kände dig. Albumet blev Horns första listetta på Sverigetopplistan.

## Låtlista
Alla sångerna är skrivna av Melissa Horn.
1. Destruktiv blues – 3:11
2. Jag saknar dig mindre och mindre – 4:31
3. Om du letar efter nån – 4:04
4. Nåt annat än det här – 2:34
5. Under löven – 3:33
6. Du är nog den – 4:21
7. Den som bländats av ljuset – 3:26
8. Mardrömmar – 3:46
9. På låtsas – 3:07
10. Innan jag kände dig – 3:36
11. Det känns ännu sämre nu – 3:44

## Medverkande
- Melissa Horn – sång, gitarr
- Ola Gustafsson – gitarr, steel guitar
- Anders Pettersson – gitarr, munspel
- Christer Karlsson – piano, orgel, synt
- Janne Manninen – bas
- Magnus Olsson – trummor, slagverk
- Stockholm Strings – stråkar

## Mottagande
Skivan fick ett blandat mottagande när den kom ut med ett snitt på 3,2/5 baserat på 24 recensioner.

## Listplaceringar
| Lista (2011–14) | Topplacering |
| --------------- | ------------ |
| Sverige         | 1            |
| Norge           | 3            |
| Danmark         | 26           |